# カリズマ (DJ・音楽プロデューサー)
カリズマ（Karizma、本名：クリス・クレイトン(Kris Klayton)、1970年3月28日 - ）は、アメリカ合衆国ボルチモア出身のダンスミュージックアーティスト、音楽プロデューサー、DJである。ディープ・ハウス、テクノ、ヒップホップ、ジャズ、ラテン、アフロ、ブロークン・ビーツなど、あらゆるジャンルを横断するプレイ・スタイル、そしてパイオニアメーカーのDJミキサーを駆使した旗手として知られている。
カリズマ自身ソロとして数多くの名義にて、そして、他のアーティストとユニットとしてリリースした音楽プロダクション、リミックスしたヒット曲もさることながら、パイオニアメーカーのCDJ3台とDJミキサーを駆使し、ライブでビートを作り出したDJプレイでも大いに注目を集める人物である。

## 経歴
アメリカのメリーランド州ボルチモアで育ち、ボルチモアのファッションショーやカレッジパーティーにDJとして早い段階から関わっていった。1980年代後期、ボルチモアのカレッジラジオショー、WEAAをDJとして担当するようになるのと同時に、ボルチモアのダンスクラブでヒップホップやハウスの曲を選曲したDJを努める様になる。同時期、アメリカのボルチモア出身のDJ Spenとの出会いがきっかけで、現在はWQSRで知られているV103というメージャーラジオ局でのショーを一緒に担当するようになる。そして、Jasper Street Companyというレコードレーベルとの音楽プロダクションプロジェクトをきっかけに、DJ Spenとディーパー・ワンズという名義で楽曲制作活動を開始し、1990年代後期にアメリカ・ボルチモアのベイスメント・ボーイズ(The Basement Boys)というハウス音楽プロダクショングループに所属し、メアリー・J. ブライジ(Mary J. Blige)、ボブ・シンクレア(Bob Sinclar)、レニー・クラヴィッツ(Lenny Kravitz)等の数多くのミュージシャンの楽曲のリミックス作品をリリース。
2006年にアルバム製作途中で関係者のみに配られた「Twyst this」がジャイルス・ピーターソン(Gilles Peterson)の英国人気ラジオプログラム、“The World Wide”にて紹介され、“The World Wide”の年間ベストシングルの14位にチャートインされる。2007年にイギリスのR2レコードというレコードレーベルより、A Mind of its ownというアルバムをリリースし、正式にソロ・デビューをする。
2013年に発表し4年振りの新アルバムとなった「Wall of Sound」はリリース後すぐにトップ１ランクイン。その後、半年の間トップ10の地位を守り、新たな記録を残した。
2014年には、あのOsunlade、AtjazzやDeetronとコラボ活動をしており、Basement Boysのフォーマーメンバーとして、Jasper St Co. とのリユニオンライブショーをこなし話題となった2014年8月にはBBC Radio 1のPete Tong "Hall of Fame"にて、ついにKarizmaも紹介された。。
2015年には、アメリカ合衆国メリーランド州芸術文化振興会主催の伝統芸術奉公プログラムにて音楽制作や技術におけるボルチモアクラブミュージックへの貢献を評価され「メリーランドマスター賞」を授与。
また、アメリカ合衆国のコンデナスト社が発行する雑誌、ザ・ニューヨーカーの2015年10月12日号に、ボルチモアクラブの歴史への貢献を評価された記事が掲載された。
2016年にはKaytronik名義でのアルバムをリリース予定。

## ツアー
過去のジャパン・ツアーの一部を記載。
- PUMA STORE presents KARIZMA JAPAN TOUR '07[10]
- KARIZMA JAPAN TOUR '08 [11]
- KARIZMA JAPAN TOUR '09 [12]
- Pioneer DJ presents KARIZMA JAPAN TOUR ‘10 [13]

## アーティスト名義

### カリズマが音楽活動に用いた名義
- Kohesive
- Kris Klayton
- DJ Karizma
- KaytroniK
- K2
- K-man
- Kayorcan
- Krystopher
- Karizma Ltd.

### 他アーティストとのユニット
- Deepah Ones (DJ Spen)
- Izmabad (Simbad)
- Exist (Atjazz)

## ディスコグラフィー
ディスコグラフィーの一部を記載。

### アルバム
- A Mind of Its Own、2007年
- A Mind Of Its Own V2.0 - The Upgrade、2009年
- Wall of Sound、2013年

### シングル & EP
- Scottie B & Karizma – Feel The Power、1995年
- Karizma – Kristical、1996年
- Sticky People / Karizma – Kong / Mamakossa、1998年
- Karizma – The Power EP、1999年
- Karizma – Shades Of "K" EP、2000年
- Karizma – Strings Emotional EP、2004年
- Karizma – Ride E.P.、2004年
- Tedd Patterson Presents Blackbone / Karizma / Groove Assassins & DJ Raw –Re:Cuts Volume 4 Black Vinyl Deep、2004年
- Karizma – The Return Of The K-Man EP、 2005年
- Karizma – In Tha D.ee.p、 2005年
- Karizma / David Harness – Music / Say Yes、 2005年
- Ferrer & Karizma Ltd. – The Cube、2006年
- Karizma – Kaytonik EP、2006年
- The Damn Thing / Tech This Out Pt. 2、2007年
- It's What I Am (Simbad Remix) / Groove A 'K' Ordingly、2008年
- Neccessarry Maddness / Drumz Nightmare、2009年
- Karizma Featuring Monique Bingham – Good Morning、2010年
- The Power Remixes EP、2012年
- Collection 1999-2011、2012年
- Komplements EP、2014年
- “Hear And Now” feat. Osunlade、2014年
- Beats & Bobs Vol. 1 & 2、2014年

### DJ ミックスコンピレーション
- Karizma – Coast 2 Coast、2007年
- Kenny Dope* & Karizma – Soul Heaven Presents Kenny Dope & Karizma、2007年
- Karizma / Eddie Thoneick – Strictly Miami、2010年